# Crackington Haven
Crackington Haven – wieś w Anglii, w Kornwalii. Leży 95 km na północny wschód od miasta Penzance i 327 km na zachód od Londynu.